# Platydoris scabra
Platydoris scabra is een slakkensoort uit de familie van de Discodorididae. De wetenschappelijke naam van de soort is voor het eerst geldig gepubliceerd in 1804 door Cuvier.